# حور سيموني
حور سيموني (الاسم العلمي:Populus simonii) هو نوع من النباتات يتبع جنس الحور من الفصيلة الصفصافية.